# Necitumumab
Il necitumumab, il cui nome commerciale è Portrazza, è un anticorpo monoclonale ricombinante dell'isotipo IgG1; prodotto dalla Eli Lilly and Company, ha una funzione antineoplastica. Si lega al recettore del fattore di crescita dell'epidermide (EGFR).
La Food and Drug Administration ha approvato l'uso del necitumumab nel trattamento delle forme metastatiche del carcinoma del polmone a cellule squamose non piccole; l'anticorpo viene usato in associazione con una chemioterapia convenzionale a base di cisplatino e di gemcitabina. Al contrario, sui pazienti con carcinoma polmonare a cellule non squamose, il necitumumab si è rivelato non solo inefficace ma addirittura controproducente.